# エルデシュ・ボーウェイン定数
エルデシュ・ボーウェイン定数 （Erdős–Borwein constant）は、メルセンヌ数の逆数の和である。ポール・エルデシュとピーター・ボーウェインにちなんで名付けられた。
定義は以下のとおりである。
{\displaystyle \mathrm {E} =\sum _{n=1}^{\infty }{\frac {1}{2^{n}-1}}\approx 1.606695152415291763\cdots }

## 変形
次の式はすべて同じ定数になることが証明されている。
{\displaystyle \mathrm {E} =\sum _{n=1}^{\infty }{\frac {1}{2^{n^{2}}}}{\frac {2^{n}+1}{2^{n}-1}}}
{\displaystyle \mathrm {E} =\sum _{m=1}^{\infty }\sum _{n=1}^{\infty }{\frac {1}{2^{mn}}}}
{\displaystyle \mathrm {E} =1+\sum _{n=1}^{\infty }{\frac {1}{2^{n}(2^{n}-1)}}}
{\displaystyle \mathrm {E} =\sum _{n=1}^{\infty }{\frac {\sigma _{0}(n)}{2^{n}}}}
ここで、σ0(n)= d（n）は約数関数で、nの正の約数の数に等しい乗法的関数である。
これらはすべてランベルト級数の形をとるので、等価性を証明することができる。

## 数学的性質
1948年にエルデシュが、この定数は無理数であることを示した。 後に、ボーウェインも別の証明を示している。
エルデシュ・ボーウェイン定数の二進法表記の仕方は効率的に計算される可能性がある。
この定数は、ヒープソートアルゴリズムの平均ケース分析に用いられる。